# Bill Mantlo
William Timothy Mantlo (Brooklyn, 9 novembre 1951) è un avvocato e fumettista statunitense, uno dei più attivi scrittori del fumetto americano tra la fine degli anni settanta e i primi anni novanta. Lavora principalmente per la Marvel Comics per la quale realizza titoli di punta quali Iron Man (prima serie), Spectacular Spider-Man (prima serie), Incredible Hulk e Alpha Flight. Sempre per la Marvel è il primo autore a varare una versione in comic book di linee di giocattoli quali Rom e i Micronauti. Il suo apporto più significativo rimane la creazione di personaggi che sono diventati star di blockbuster cinematografici quali Rocket Raccoon e di serie televisive quali Cloak & Dagger..

## Biografia
I primi lavori di Mantlo alla Marvel consistettero in una breve esperienza come colorista. Diventò poi subito un autore di testi e tra la metà e la fine degli anni settanta aveva già scritto numeri per quasi tutte le serie Marvel. Oltre alle serie Rom: Spaceknight e Micronauts, suoi lavori degni di nota furono le serie di numeri per The Incredible Hulk, Spectacular Spider-Man, Cloak and Dagger (con i due protagonisti da lui creati), e Alpha Flight.
A metà degli anni ottanta, Mantlo si iscrisse a scuola di legge pur continuando il suo lavoro di autore di fumetti seppur con carichi decrescenti. Nel 1988 scrisse brevemente per la DC Comics, sceneggiando la miniserie Invasione!. Al termine dei suoi corsi Mantlo fu abilitato alla professione di avvocato ed iniziò a tempo pieno la sua attività di difensore a New York.
Il 17 luglio 1992, Mantlo venne investito da un'auto mentre stava pattinando sui rollerblade, subì un grave trauma alla testa che lo costrinse per più di un anno in coma. Il guidatore che lo investì non si fermò a prestare soccorso e non è mai stato identificato. Attualmente è ancora ricoverato, avendo sofferto dei danni cerebrali irreversibili, e non se ne prevede una completa guarigione.

## Riconoscimenti
Nel 2014 ha ricevuto un Bill Finger Award per la sua carriera di sceneggiatore.